# Tacio Philip Sansonovski
Tacio Philip Sansonovski nasceu em São Paulo dia 13 de setembro de 1977, local onde morou até 2018, tendo então se mudado para Bragança Paulista. 
Possui formação técnica em química pela Escola Estadual São Paulo, graduação superior em bacharelado e licenciatura em química pela Universidade de São Paulo (USP), duas extensões universitárias em entomologia (Universidade Federal do Paraná/UFPR e Museu de zoologia da USP) e pós-graduação em fotografia aplicada pelo Senac.
Atua profissionalmente com escalada em rocha, fotografia (foco principal na macrofotografia) e calculadoras hp, entre outros.

## Escalada em rocha e montanhismo
Sua primeira experiência em escalada em rocha foi em 2000 quando participou de um curso básico de escalada em rocha promovido por alguns amigos. Na mesma época iniciou no montanhismo, considerando como seu início na prática a subida do Pico dos Marins, dia 03 de novembro de 2000.
No decorrer dos anos escalou em rocha, no Brasil, nos estados de São Paulo, Rio de Janeiro, Minas Gerais, Espírito Santo, Paraná, Santa Catarina e Rio Grande do Sul, sempre com foco principal na escalada tradicional, seu estilo preferido. Também escalou em rocha no exterior com destaque para escaladas no Cajon de los Arenales, Los Gigantes e na Patagônia, alcançando o cume da Aguja de La "S", no complexo do Fitz Roy, dia 19 de março de 2010, todos localizados na Argentina.
No montanhismo alcançou mais de uma centena de cumes, praticamente todos de modo independente, com foco principal na Serra da Mantiqueira, tendo em 2018 lançado o livro Os quase 35 pontos mais altos do Brasil, onde relata como foi a subida de 31 dos 35 pontos mais altos do Brasil (segundo o anuário estatístico do IBGE), além de diversos outros picos relacionados, repetições e porque abandonou o projeto.
Além disso subiu montanhas na Bolívia e Peru, com destaque para o Huayna-Potosi (6088 m), dia 09/jul/2004, sendo o cume mais alto que alcançou, Mismi (5631 m), dia 25/Jun/05, por uma nova rota em solitário e Pequeño Alpamayo (5470 m), dia 13/Set/09, também em solitário e comemorando seu aniversário, entre outros.
Também é um dos participantes do Grupo Técnico da Trilha Transmantiqueira, responsável por ajudar a definir o trajeto da trilha na região da Serra do Lopo, entre Extrema (MG), Vargem (SP) e Joanópolis (SP).
Atualmente, além de praticante regular de ambos os esportes atua como professor de cursos básicos e avançados de escalada em rocha e montanhismo, aulas de reciclagem para escaladores e guia para pessoas que querem experimentar ou praticar escalada, principalmente na região de Bragança Paulista, sendo o fundador e mantenedor do site climbing.com.br.

## Fotografia
Fotógrafo autodidata adquiriu sua primeira câmera reflex em 1993, tendo interesse principal na fotografia de natureza e, posteriormente, na macrofotografia e close-up, nas quais se especializou e tornou-se referência no Brasil.
Atua profissionalmente desde 2002 com cursos variados de fotografia, realizou diversos "safaris fotográficos" no Brasil e exterior e também fotografa produtos, com ênfase em pequenos objetos, utilizando as técnicas da macrofotografia e close-up.
Fundou em 2003 o site macrofotografia e close-up, sendo este o primeiro site especializado no tema no Brasil, realizou mais de uma dezena de exposições individuais, participou de outra dezena de exposições coletivas, ministrou cursos, palestras e workshops por todo o Brasil, tem diversas publicações em revistas, colaborou com artigos científicos e participou de banca de defesa de trabalho de conclusão de curso relacionado ao uso da macrofotografia no ensino.
Em 2012 lançou o livro Macrofotografia e Close-up: conceitos, técnicas e práticas, pela Editora Photos (atualmente esgotado), sendo este o primeiro livro sobre o tema a ser lançado no Brasil por uma editora, e em 2013 lançou a Revista Macrofotografia, primeira revista especializada no tema no Brasil, que teve 3 edições impressas e pode ser acessada online.
Em 2014 concluiu sua Pós-Graduação em Fotografia Aplicada pelo SENAC, com o tema do trabalho de conclusão de curso: Macrofotografia de pequenos invertebrados: aspectos estéticos e psicológicos e em 2015 lançou o Vídeo Curso Macrofotografia, primeiro vídeo curso sobre o tema no Brasil.
Desde 2017 o nome macrofotografia é marca registrada.
Atualmente, além de estudos sobre macrofotografia, empilhamento de foco, linguagem e filosofia da fotografia atua com aulas particulares de fotografia e fotografando produtos que requerem o uso das técnicas da macrofotografia e close-up.

## Calculadoras hp
Devido seus estudos na área de exatas, desde 1993 utiliza as calculadoras científicas HP (Hewlett-Packard), tendo se aprofundado inicialmente nos modelos gráficos hp 48g/g+/gx, começando a lecionar cursos em 1997 na antiga autorizada HP J.Heger.
Em 1998, quando estudava bacharelado em física na USP (curso que abandonou) fundou o hpclub do Brasil, o maior e mais antigo site sobre calculadoras hp em língua portuguesa. Durante muitos anos lecionou cursos de manuseio e programação das calculadoras gráficas hp em sua sala de aula e diversas faculdades, lançou os Jornais hpclub, criou e disponibilizou diversos programas gratuitos para as calculadoras hp 48/49, além da criação de programas para uso comercial.
Em 2014 lançou o Vídeo Curso Operacional RPN hp 50g, podendo assim alcançar alunos que não tinham a possibilidade de fazer seus cursos presenciais e logo em seguida, em 2015, lançou também o Vídeo Curso Operacional RPN hp Prime.
Em 2018 lançou 3 livros sobre calculadoras hp: Decifrando a calculadora hp 12c, Decifrando a calculadora hp 50g e Decifrando a calculadora hp Prime, sendo o último a única publicação em língua portuguesa sobre o tema.
Atualmente não leciona mais cursos presenciais, mas seus vídeo cursos continuam disponíveis para alunos de todo o Brasil.

## Sites e redes sociais
Devido a sua formação e trabalho pouco formais e muito variados com o passar dos anos lançou diversos sites, alguns foram para frente, outros foram abandonados, e também tem presença nas mais variadas redes sociais. 
Os principais são:
- Pessoal: www.tacio.com.br
- Escalada: www.climbing.com.br
- Macrofotografia e close-up: www.macrofotografia.com.br
- hpclub do Brasil: www.hpclub.com.br
- Facebook: www.facebook.com/tacio.com.br
- Instagram: www.instagram.com/macrofotografia
- Twitter: www.twitter.com/macrofotografia

Para mais sites e redes sociais buscar o termo "macrofotografia" ou "Tacio Philip" nos mecanismos de busca.

## Lista de referências
1. 1 2  «Currículo de montanha Tacio Philip». http://www.tacio.com.br. Consultado em 18 de dezembro de 2019
2. ↑  «Escaladas em Cajon de Los Arenales - Mendoza - Argentina (19/12/2011 às 19:55:06) - blog Tacio Philip». http://www.tacio.com.br. Consultado em 18 de dezembro de 2019
3. ↑  «Escaladas em Los Gigantes - Córdoba - Argentina (07/11/2011 às 00:32:31) - blog Tacio Philip». http://www.tacio.com.br. Consultado em 18 de dezembro de 2019
4. ↑  «Escalada da Aguja de la S pela rota austriaca (21/03/2010 às 12:24:00) - blog Tacio Philip». http://www.tacio.com.br. Consultado em 18 de dezembro de 2019
5. ↑  «Escalada da Aguja de la 'S', patagônia argentina.». Blog do CAP. 22 de janeiro de 2011. Consultado em 19 de dezembro de 2019
6. ↑  «IBGE | Biblioteca | Detalhes | Anuário estatístico do Brasil». biblioteca.ibge.gov.br. Consultado em 18 de dezembro de 2019
7. ↑  «Extrema na rota da Trilha Transmantiqueira – Extrema». www.extrematur.com.br. Consultado em 18 de dezembro de 2019
8. ↑  silvestres, Fauna News-Analisando os fatos, lutando pelos. «Photo Animal - A macrofotografia de Tacio Philip Sansonovski - Fauna News - Analisando os fatos, lutando pelos silvestres». www.faunanews.com.br. Consultado em 19 de dezembro de 2019
9. ↑  «A arte que desvenda o que os olhos não conseguem captar - AUTVIS». www.autvis.org.br. Consultado em 19 de dezembro de 2019
10. ↑  «Tacio Philip - Macrofotografia: Do Universo Plano ao 3D». Blog Olhares. 20 de abril de 2010. Consultado em 19 de dezembro de 2019
11. ↑  «Portal da Prefeitura do Município de Bragança Paulista-SP - Secretaria de Cultura e Turismo recebe exposição com fotografias em 3D». Portal da Prefeitura do Município de Bragança Paulista-SP. Consultado em 19 de dezembro de 2019
12. ↑  Leandronunesfoto (10 de setembro de 2008). «Exposição Tacio Philip em Sampa». Leandro Nunes Fotoblog. Consultado em 19 de dezembro de 2019
13. ↑  «Mostra explora o abstracionismo através da macrofotografia». Consultado em 19 de dezembro de 2019
14. ↑  «CIT recebe exposição Macrofotografia – Extrema». www.extrematur.com.br. Consultado em 19 de dezembro de 2019
15. ↑  «Exposição Macrofotografia – Extrema MG». www.extrema.mg.gov.br. Consultado em 19 de dezembro de 2019
16. ↑  Guerreiro, Diogo (22 de setembro de 2010). «Curso de fotografia: Macrofotografia e close-up». Fotografia DG - Referência em Dicas de Fotografia. Consultado em 19 de dezembro de 2019
17. ↑  «Curso de extensão em Divulgação Científica tem inscrições abertas». jbrj.gov.br. Consultado em 19 de dezembro de 2019
18. ↑  «Confederação Brasileira de Fotografia». www.confoto.art.br. Consultado em 19 de dezembro de 2019
19. ↑  «Photo Image Brasil 2013 - Palestras Gratuitas da Editora Photos». Meio Bit. 27 de agosto de 2013. Consultado em 19 de dezembro de 2019
20. ↑  «Confira atrações do Festival de Fotografia de Analândia | Fotografe Melhor» (em inglês). Consultado em 19 de dezembro de 2019
21. ↑  «Sobre Tacio Philip - fotógrafo». http://www.macrofotografia.com.br. Consultado em 18 de dezembro de 2019
22. ↑  Porto, Postado por Marlon. «Livro Macrofotografia e Close-up - Tácio Philip.». Consultado em 19 de dezembro de 2019
23. ↑  «Conheça a Revista Macrofotografia». Meio Bit. 3 de outubro de 2014. Consultado em 19 de dezembro de 2019
24. ↑  «Consulta à Base de Dados do INPI (Instituto Nacional da Propriedade Industrial) - marca: macrofotografia». 29 de agosto de 2017. Consultado em 18 de dezembro de 2019
25. ↑  «Sobre o hpclub do Brasil». www.hpclub.com.br. Consultado em 19 de dezembro de 2019
26. ↑  «Search hpcalc.org: Results». www.hpcalc.org. Consultado em 19 de dezembro de 2019